# Archocentrus centrarchus
Archocentrus centrarchus är en fiskart som först beskrevs av Gill, 1877.  Archocentrus centrarchus ingår i släktet Archocentrus och familjen Cichlidae. Inga underarter finns listade i Catalogue of Life.

## Bildgalleri

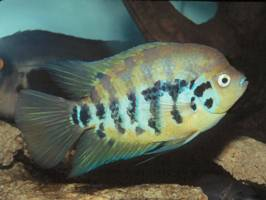